# Bolintin-Vale
Bolintin-Vale est une ville du județ de Giurgiu en Roumanie.

## Démographie
Lors du recensement de 2011, 72,79 % de la population se déclarent roumains et 17,75 % comme roms (9,41 % ne déclarent pas d'appartenance ethnique et 0,03 % déclarent une autre appartenance ethnique).

## Politique
| Parti | Parti                                       | Sièges |
| ----- | ------------------------------------------- | ------ |
|       | Parti social-démocrate (PSD)                | 10     |
|       | Parti national libéral (PNL)                | 4      |
|       | Plateforme action civique des jeunes (PACT) | 3      |